# La Calera Fraccionamiento
La Calera Fraccionamiento är en ort i Mexiko.   Den ligger i kommunen San Juan de los Lagos och delstaten Jalisco, i den centrala delen av landet, 400 km nordväst om huvudstaden Mexico City. La Calera Fraccionamiento ligger 1 827 meter över havet och antalet invånare är 896.
Terrängen runt La Calera Fraccionamiento är huvudsakligen platt, men västerut är den kuperad. Runt La Calera Fraccionamiento är det ganska tätbefolkat, med 65 invånare per kvadratkilometer. Närmaste större samhälle är San Juan de los Lagos, 2,3 km söder om La Calera Fraccionamiento. Trakten runt La Calera Fraccionamiento består till största delen av jordbruksmark.